# Puchberg am Schneeberg
Puchberg am Schneeberg osztrák mezőváros Alsó-Ausztria Neunkircheni járásában. Puchberg kedvelt üdülőhelye volt a fővárosból érkező vendégeknek, egyben a Schneeberg felfedezésének központja. Kedveltsége az üdülési szokások változása miatt kissé csökkent, de a település ma is őrzi 19. századi báját és hangulatát. Lakóinak száma 2019-ben 2706 volt.

## Fekvése

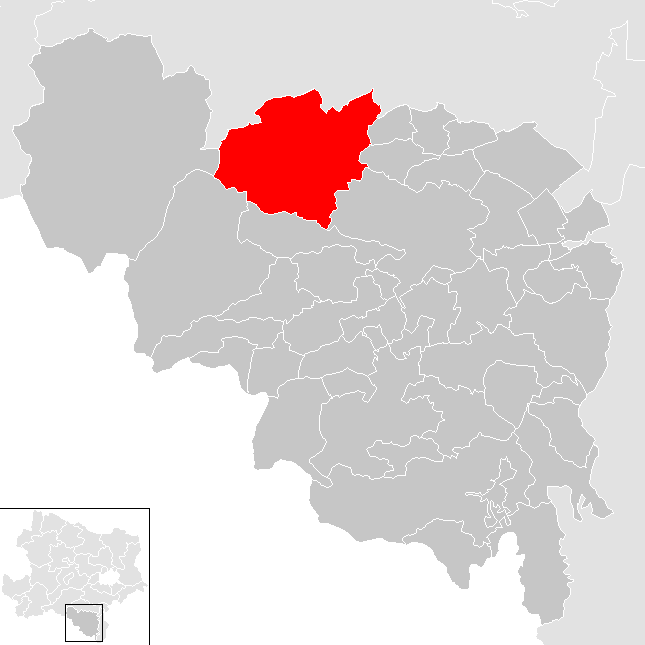
Puchberg am Schneeberga Neunkircheni járásban

Puchberg am Schneeberg Alsó-Ausztria Industrieviertel régiójában fekszik a Schneeberg- hegység északkeleti lábainál. A mezőváros Bécstől 82 km-re délre, Bécsújhelytől 30 km-re nyugatra található a B26-os főút mentén. Tőle nyugatra magasodik a Schneeberg 2076 m-es csúcsa. Az önkormányzat területe három katasztrális községre oszlik: Puchberg (településrészek: Ödenhof, Hengstberg, Hinterm Faden, Hof, Knipflitz, Losenheim, Puchberg, Sonnleiten, Schneebergdörfl, Schwarzengründe, Strengberg, Hinterm Hengst, Im Prater, Mittering) Rohrbach im Graben (településrészek: Breitensohl, Rohrbachgraben, Gratzehöhe, Gahnsbauer, Schmalleiten) és Stolzenwörth (településrészek: Eichberg, Haltberg, Lanzing, Pfennigbach, Sierning, Ranzenbach, Reitzenberg, Schoberhof, Tuft).
A környező önkormányzatok: keletre Grünbach am Schneeberg és Schrattenbach, délkeletre Ternitz, délre Bürg-Vöstenhof, délnyugatra Reichenau an der Rax, nyugatra Schwarzau im Gebirge, északra Gutenstein és Miesenbach.

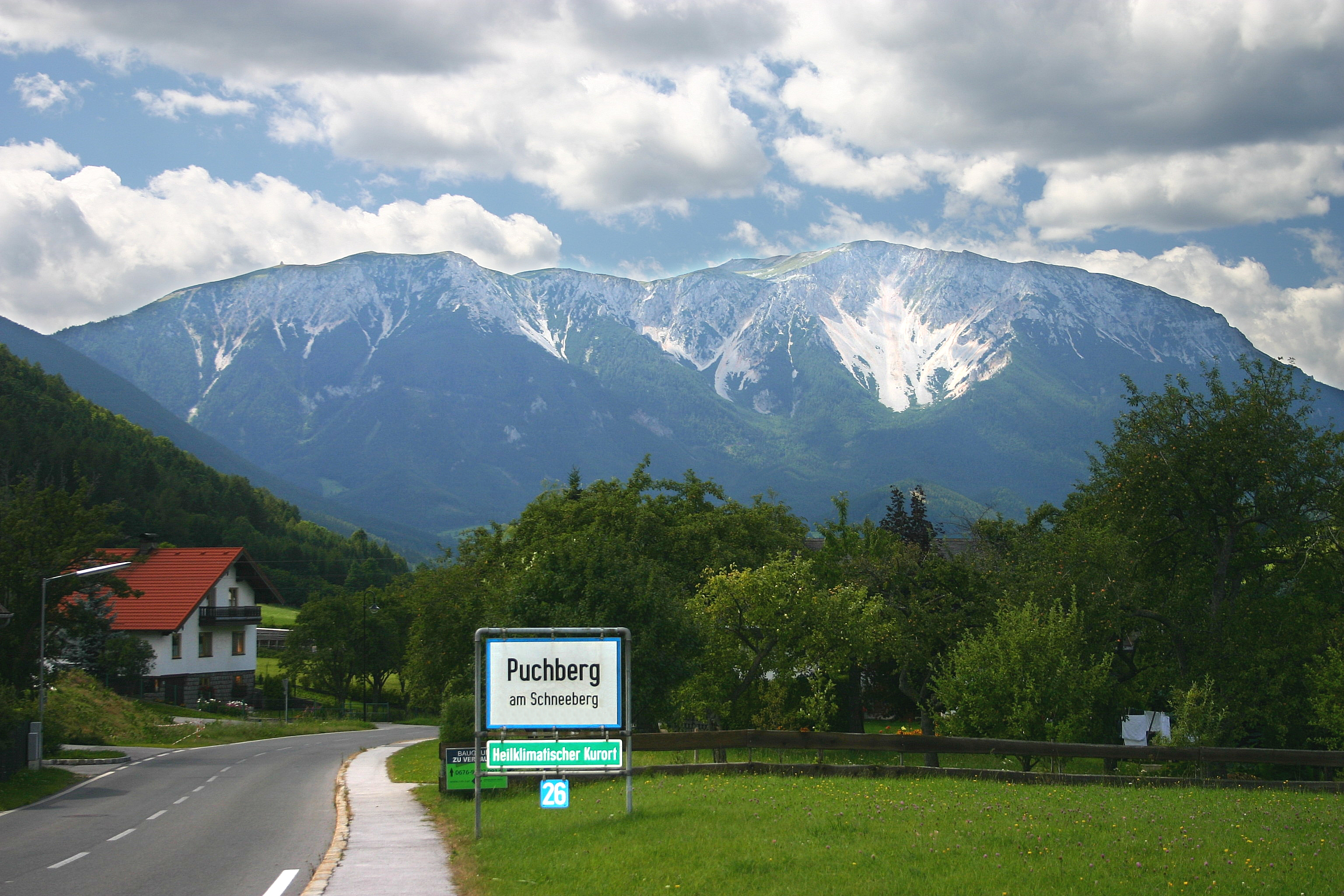
Puchberg háttérben a Schneeberg

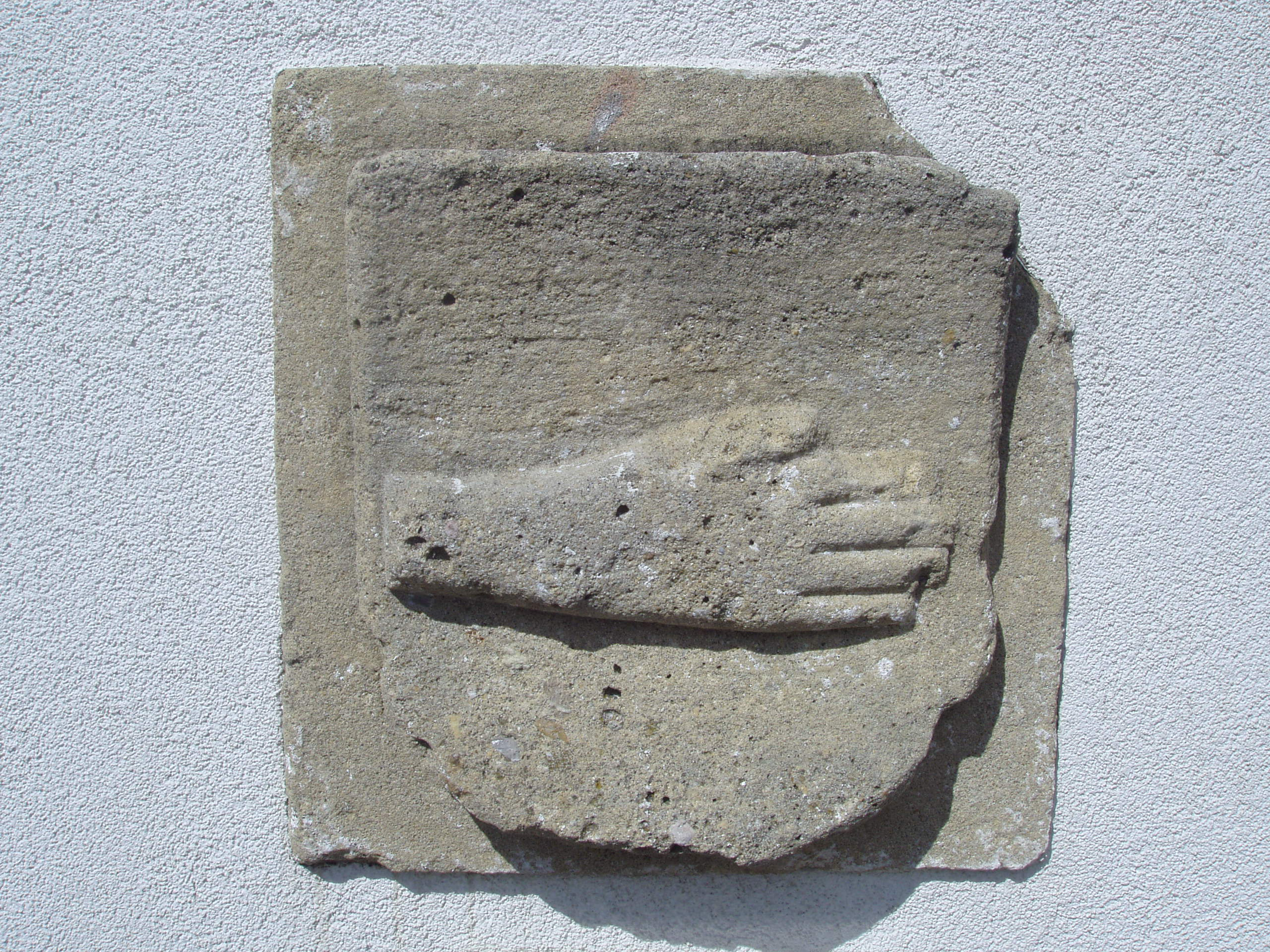
A "Római kéz"

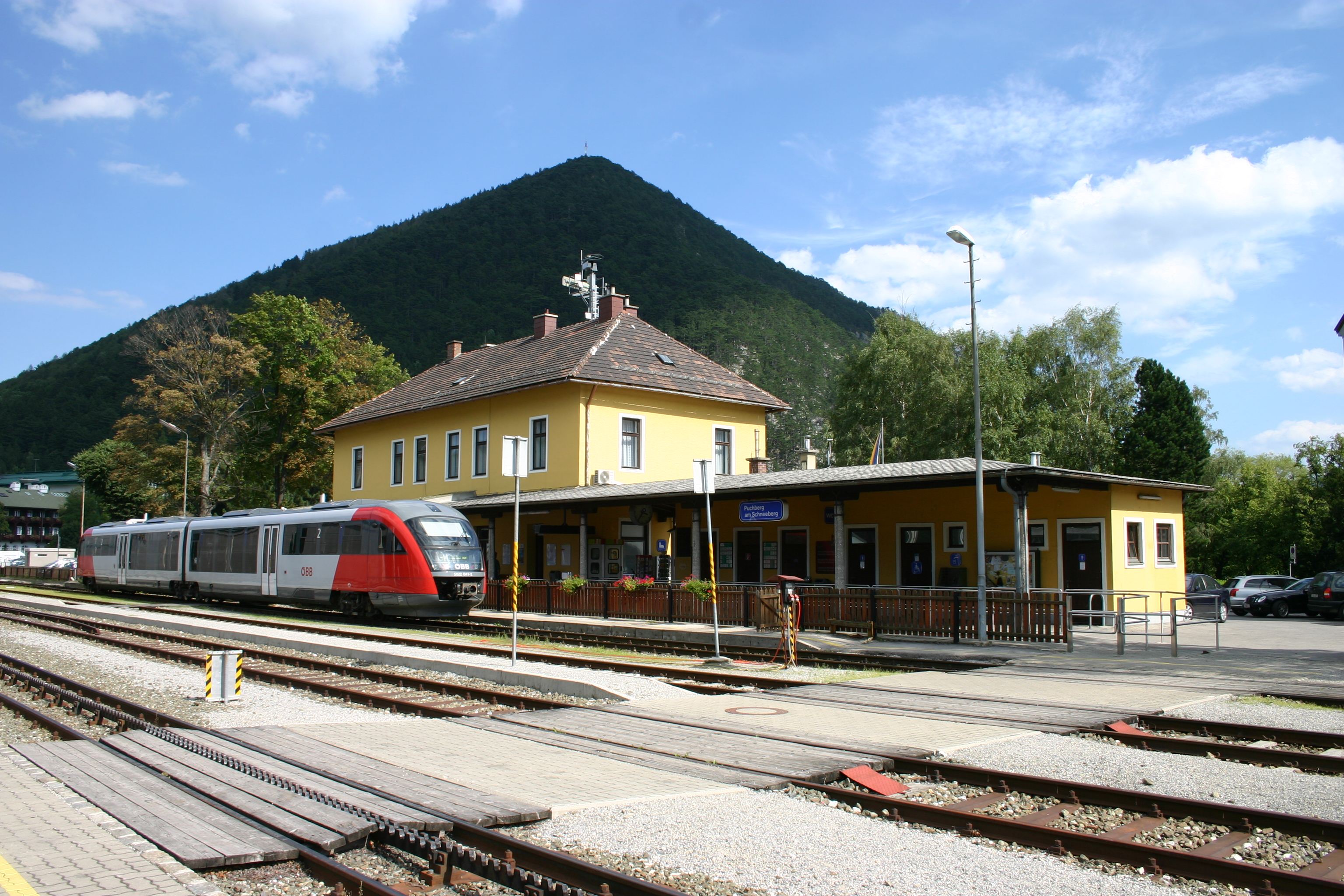
Puchberg vasútállomása

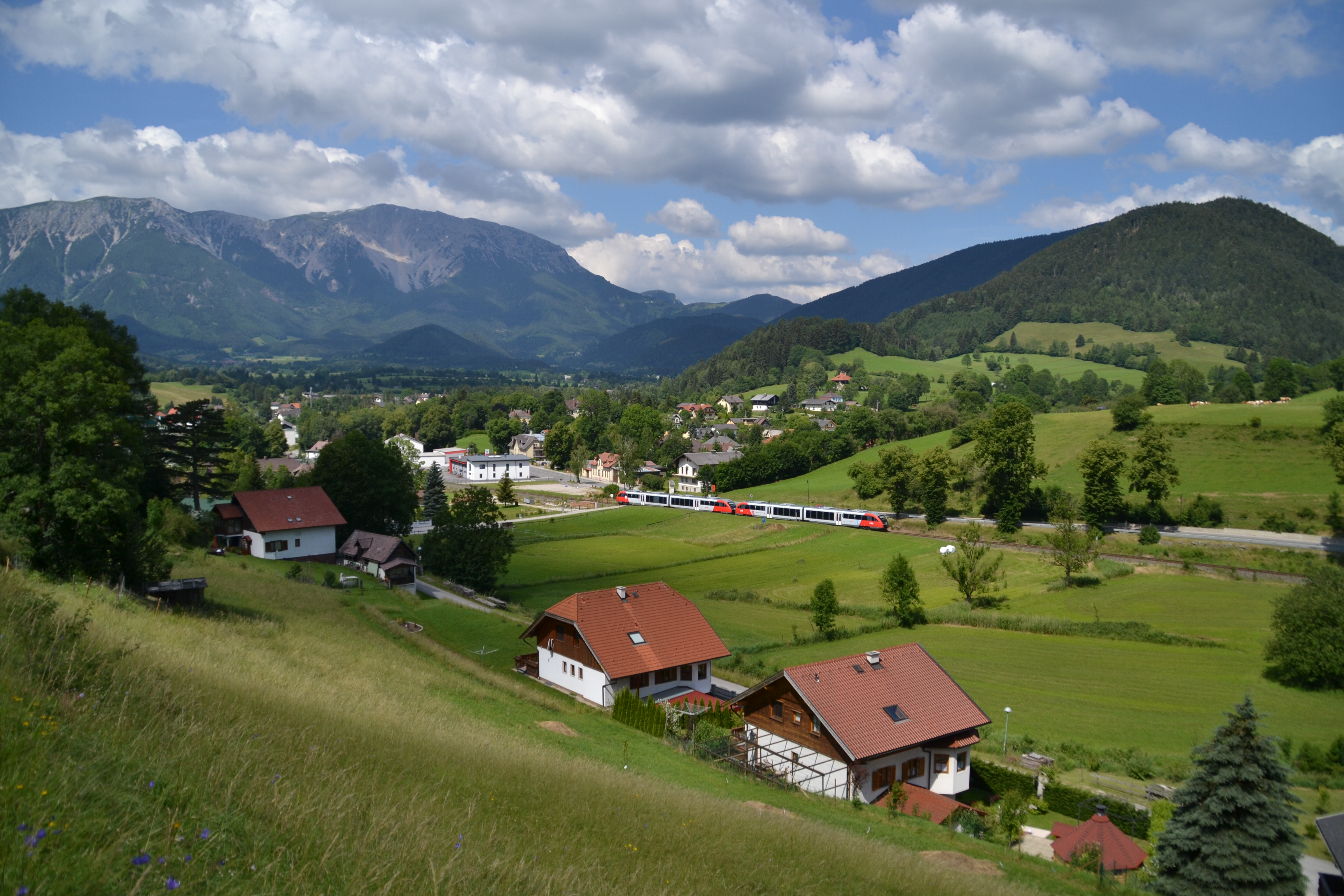
Desiro a Schneebergbahn vonalán

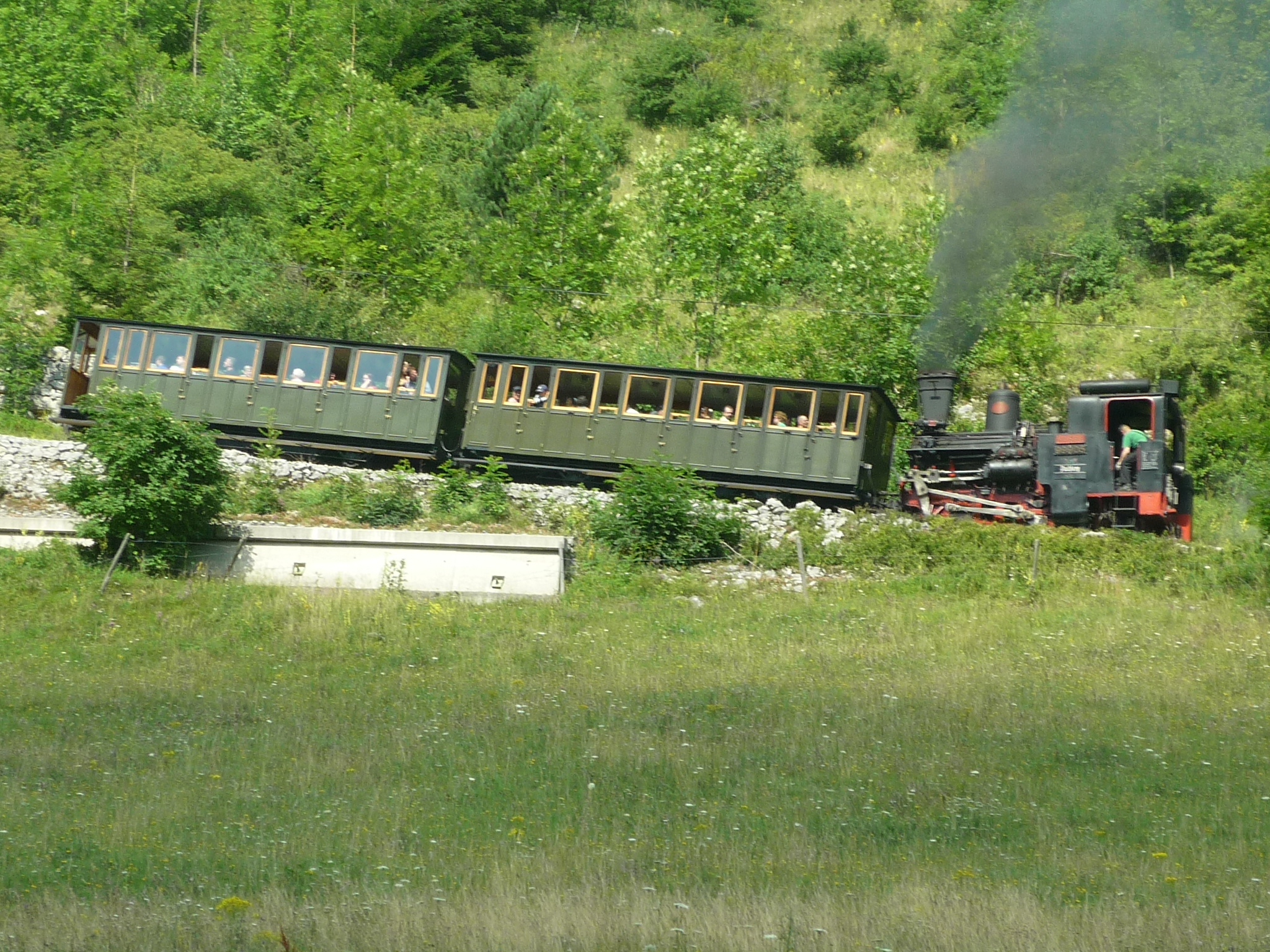
Puchbergi fogaskerekű vasút gőzmozdonnyal

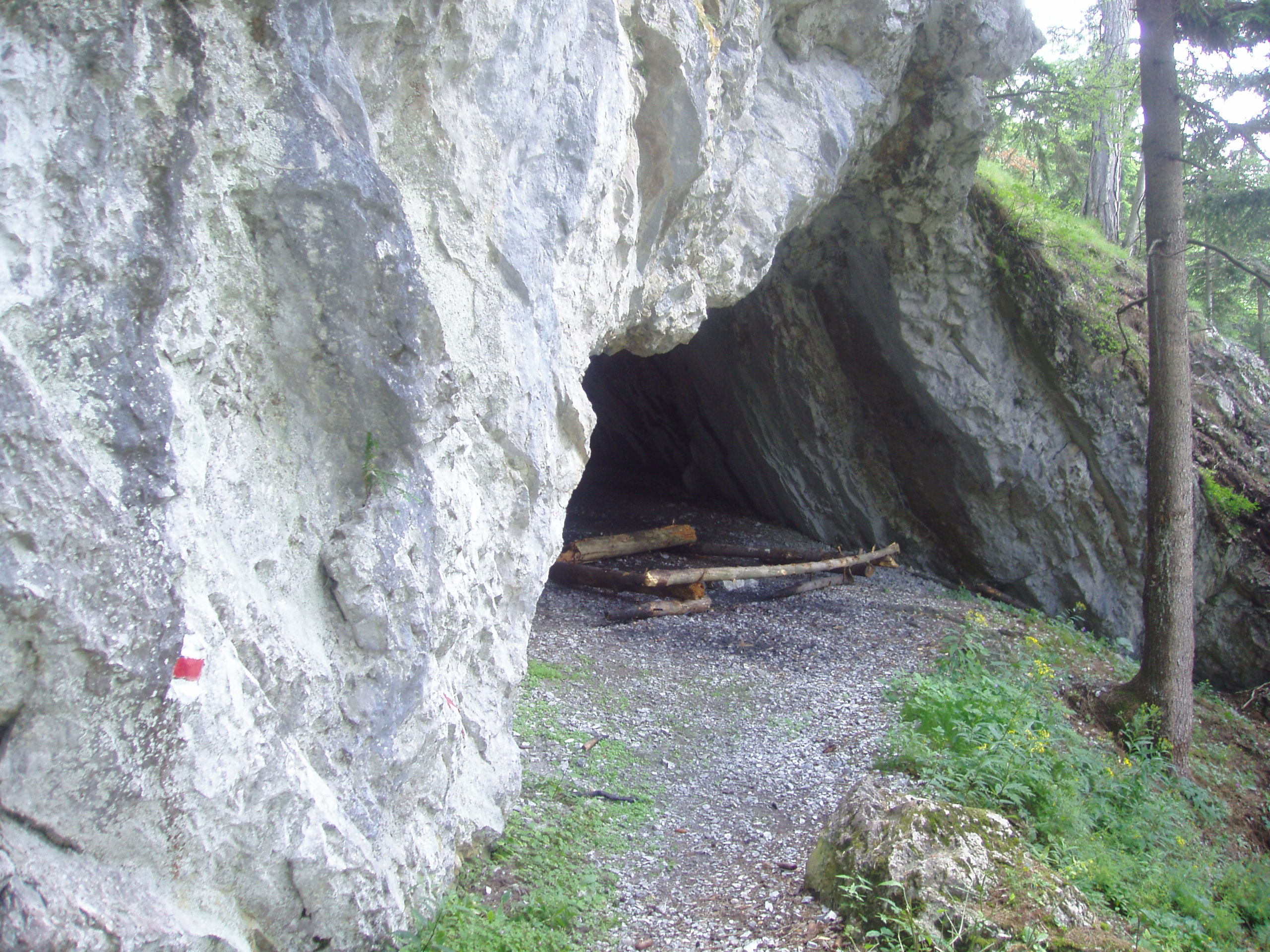
Az Allelujahöhle barlang

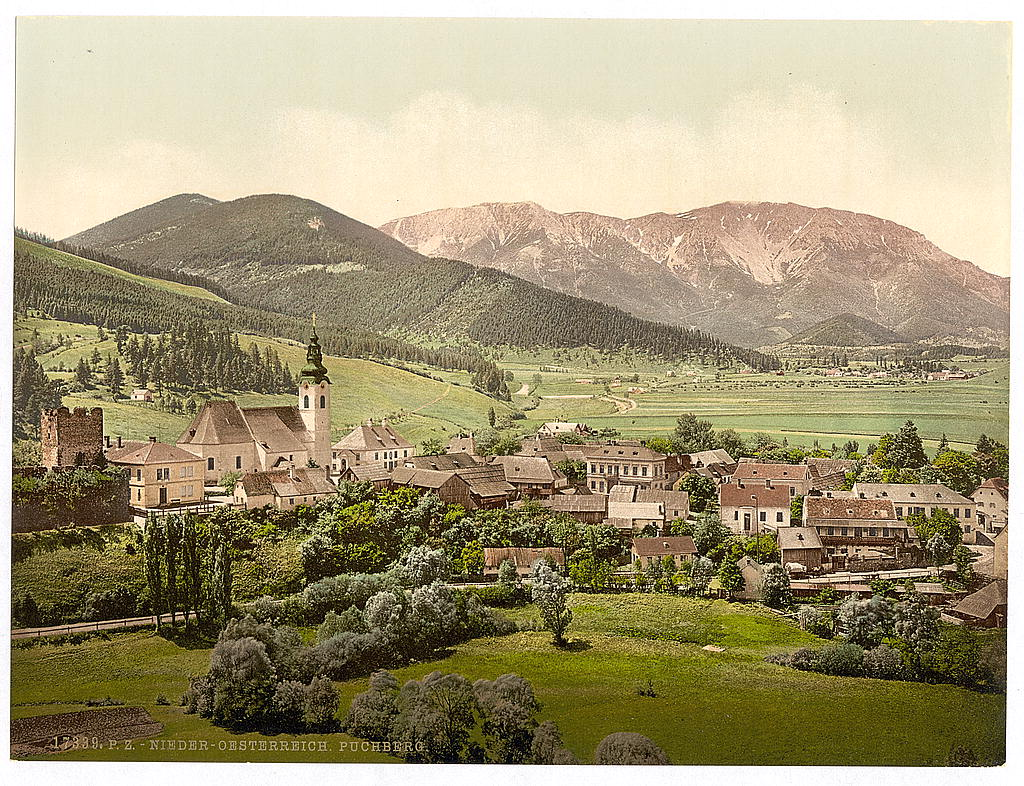
Puchberg 1900-ban

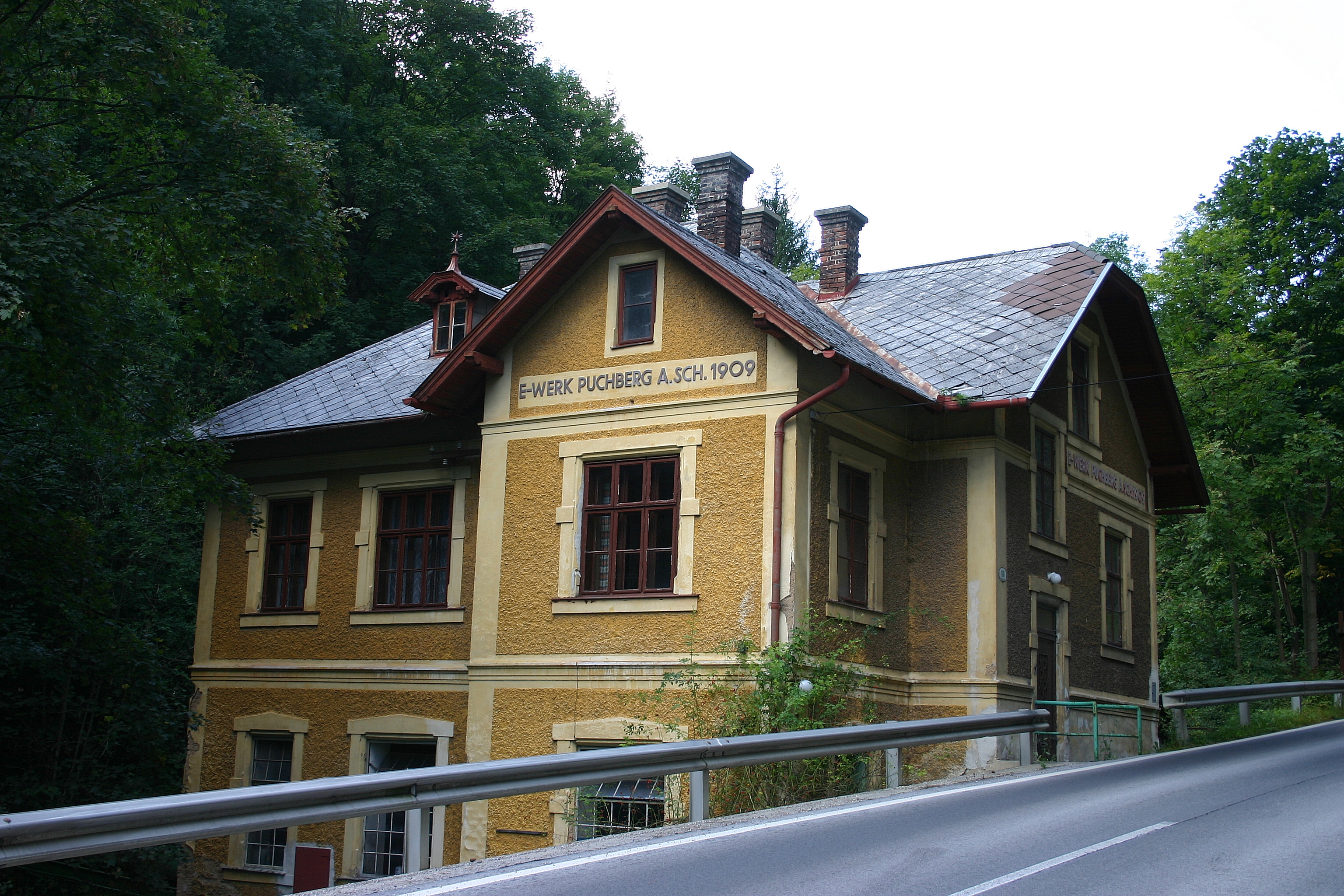
Az 1909-ben megnyitott vízierőmű épülete

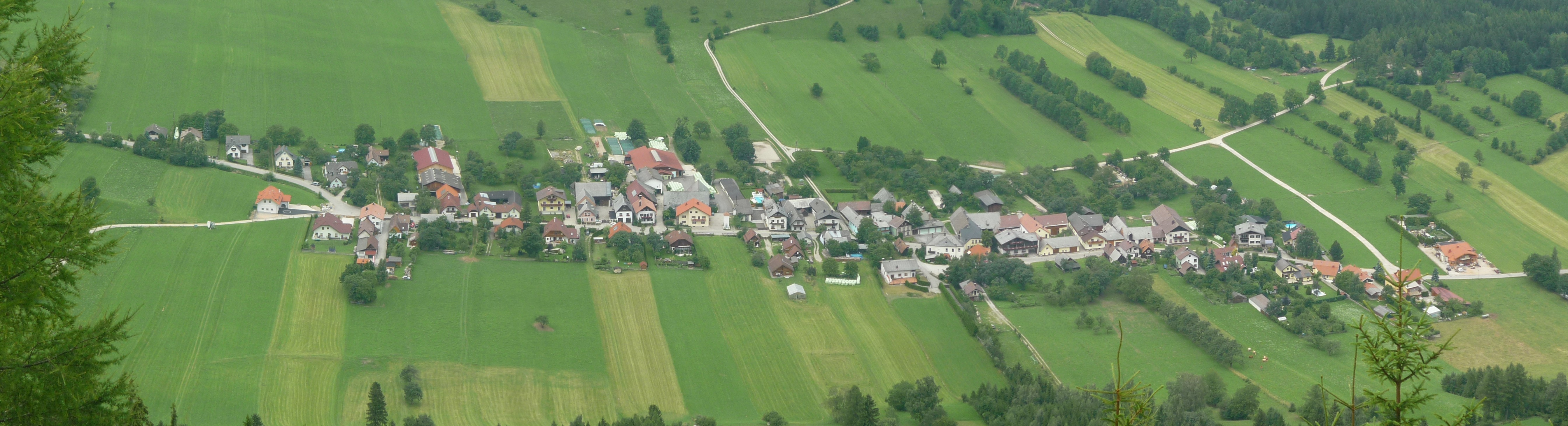
Schneebergdörfl településrész látképe

## Történelme
A korai településnyomok ritkák a környéken. Az ősidőkből a jég visszahúzódását követően előkerült kőbalta és bronzkori tőr ismeretes. A rómaiak idejéből az itt húzódó, mai Bécsbe vezető római út ismeretes. Ez összekapcsolta Pannónia és Noricum tartományokat. Az úton gabonát, sót és bort szállítottak. A néphagyomány szerint római Kézként említett kőábrázolás a nevével ellentétben a 15. századból származhat.
A középkor elején Puchberg a Pitteni grófsághoz tartozott, a Stájer Hercegség határtérségeként. A területet Stixenstein várából igazgatták. Ez időből négy vár helyét azonosították. 1381. április 14-én III. Lipót osztrák herceg vásárolta meg a területet. Losenheim várát a 15. századtól hagyták pusztulni, míg a puchbergi vár egészen a 19. századig használatban volt. A 15. században a gazdálkodók adóik 2/3-át a várúrnak, 1/3-át a bécsújhelyi prépostnak fizették.
1488–ban I. Mátyás magyar király elfoglalta Stixenstein várát. A vár a 16. század elejéig magyar uralom alatt maradt.
A törökök Bécs második ostroma során 1683-ban a puchbergiek egy része az Allelujahöhle barlang területére menekült. A törökök a barlangban elrejtőzötteket megölték, csak nők és gyermekek maradtak életben. A lakosság másik része a Taufbrunnenlucke árok területén, a Schneidergrabens am Schneeberg alatt talált oltalmat.
A törökök elpusztították a lakóházakat és a paplakot. Egy 1686-os dokumentum tesz említést az új plébánia építéséről. A pestis gyakori vendég volt a 17–18. században. 1679 a pestis elérte a szomszédos községeket, de megkímélte Puchberget. Kevésbé szerencsés volt Puchberg lakossága 1713-ban, amikor fát és szenet szállító fuvarosok behurcolták a betegséget. A következő 22 hétben 102 ember halt meg.
A hagyomány szerint a puchbergiek a Schneebergre menekültek a pestis elől, és táborban vészelték át a járványt. A csapás óta évente Szentháromság ünnepén a Mariahilfbergre  tartó szervezett zarándoklaton emlékeznek meg a történtekről.
A napóleoni háborúk idején 1805-ben és 1809-ben kisebb francia csapatok állomásoztak itt. A fegyverszünet idején 1809-ben 306 lovas 18 napig tartózkodott Puchbergben, akiknek ellátása a helyi lakosság kötelessége volt. Ezen időszakban harcra nem került sor.
Ferdinand Bürkle volt az első hegymászó aki felfedezte a Schneeberget. A településről hírt vittek a romantika időszakában a helyiségről született útleírások, így Schultes vagy Franz Xaver Embel beszámolói.
A Bécsújhely–Puchberg vasútvonalat, a Schneebergbahn-t 1897. április 14-én nyitották meg. Ehhez csatlakozott a puchbergi állomásról a Schneebergre induló fogaskerekű vasútvonal, amelynek első szakaszát 1897. május 31-én, míg az utolsó hegyi szakaszt 1897. szeptember 25-én adták át. A 9,7 km –es fogaskerekű vasút Ausztria leghosszabb ilyen létesítménye, a végállomás 1795 m-es tengerszint feletti magasságával Ausztria legmagasabban fekvő vasútállomása. A fogaskerekű vasút fontos szerepet töltött be a turizmus fejlődésében is.
1899-ben csillagvizsgáló épült a hegyen.
Edmund von Neusser orvos 1900-ban villát épített operaénekes kedvesének – Paula Marknak – házasságkötésük alkalmával. A településen számos közismert osztrák személy épített nyaralót, vagy telepedett le. 1902–1904 között kiépült a vízvezetékrendszer és a víztorony, a rendszer még ma is használatban van.
11 éven át tartó építés után 1909-ben elkészült a Sierning vízierőmű, ezzel biztosították a környék villamosenergia-ellátását.
1899-től kezdődött az Erzsébet-kápolna építése a Hochschneebergen, 1800 m magasságban. Ferenc József császár 1902-ben látogatást tett itt, és misét mondatott. A császári család több tagja töltötte itt a nyarat.
1939. szeptember 19-én, 1 óra 15 perckor a Mercalli-skála szerinti hetes erősségű földrengés rázta meg a települést. Az épületekben súlyos károk keletkeztek, továbbá a hegyről leszakadó és legördülő sziklák utakat zártak el, és épületeket temettek maguk alá.
A második világháború végén, 1945. március 26. és május 8. között az SS 37. önkéntes lovashadosztálya és a 99. gyaloghadosztálya súlyos csatákat vívott az 1. és 4. szovjet hadosztállyal. A csatákban 204 helyi lakos és 34 orosz katona veszítette életét, a település súlyosan megsérült.
A világháborút követően a turizmus visszanyerte jelentős szerepét, a környék olyan költők és írók kedvence lett, mint Ernst Jandl, Christine Busta és Friederike Mayröcker.
A fejlődést segítette, hogy 1949-ben libegő épült Himbergre, ez volt Alsó-Ausztriában első ilyen létesítménye.
1960-ban a fegyveres erők légiforgalmi irányítása számára rádióállomást épült, a Goldhaube.
1963-ban strandfürdő létesült Puchbergben, amelyet később wellness hotellé alakítottak át.
1968-ban elkészült a szennyvíztisztító üzem a Himberg lábánál, és fokozatosan megindult a csatornázás.
1969-ben Szabó Károly, a marcipán figuráiról ismert magyar mestercukrász telepedett le a városban. Házat épített, amelyben lakásán kívül cukrászműhely, kávéház és cukrászda is helyet kapott. 1985-ben alapított marcipán múzeuma európai hírnevet hozott neki. 1994-ben Szentendrén nyitott üzletet, majd 2000-ben végleg hazatelepedett, áron alul eladva osztrák érdekeltségét.
1989. szeptemberében, a megnyílt Schneeberghalle szabadidős és szórakoztató központ.
A hegy, a gyógyító klíma és a csodálatos táj mindig is vonzotta az embereket – uralkodókat, tudósokat, költőket, zeneszerzőket vagy gyárosokat – így Puchberg már a császári időkben is híres gyógyüdülőhelynek számított. Sok család több generációja töltötte itt a nyarat, gyönyörű villákat építtettek, szerették és támogatták Puchberg városát. Nevüket és emléküket sétautak, kilátók és hegyi menedékházak őrzik (pl. Ziehrerweg, Friedrichshöhe). Puchberg napjainkra sem veszített egykori vonzerejéből: sokszínű, aktív városka, szinte érintetlen természeti környezetben.
1991-ben hóágyút kapott a Schneeberg oldalán húzódó népszerű sípálya . 2007-ben a legvirágosabb osztrák település versenyén Puchberg első helyezést ért el.

## Lakosság
A willendorfi önkormányzat területén 2019 januárjában 2706 fő élt. A lakosságszám 1971-től csökkenésnek indult, de a trend az utóbbi években megfordulni látszik.  óta gyarapodó tendenciát mutat. 2017-ben a helybeliek 93,8%-a volt osztrák állampolgár; a külföldiek közül 1,3% a régi (2004 előtti), 3,2% az új EU-tagállamokból érkezett. 0,3% a volt Jugoszlávia (Szlovénia és Horvátország nélkül) vagy Törökország, 1,3% egyéb országok polgára volt. 2001-ben a lakosok 88%-a római katolikusnak, 1,8% evangélikusnak, 8,4% pedig felekezeten kívülinek vallotta magát. Ugyanekkor 17 magyar élt a mezővárosban.
A népesség változása:

| 2016 | 2 658 |
| 2018 | 2 683 |

## Látnivalók
- Puchbergi várrom: a 13. század elején épült vár az átfogó felújítási munkák befejeztével újra látogatható, előzetes telefonos egyeztetés után belülről is megtekinthető. A csoportos vezetések összeköthetők a Schneeberg Múzeum megtekintésével is.
- Gratzenhöh kápolna: a kápolna a Puchberg és a Rohrbachgraben között húzódó kis hágón, a Gratzenhöhe magaslaton áll. 1999-ben néhány puchbergi lakos állította helyre. A kápolna mellett halad el a Puchberg-Schwarzengründe-Gratzenhöhe-Rohrbach-Arbestal-Puchberg-túra útvonala.
- Szent Hubertusz-kápolna (Hubertuskapelle): a Puchbergből Knipflitzbe vezető út mentén gyalog kb. 45 perc alatt érhetjük el a vadászok védőszentjéről, Szent Hubertuszról elnevezett kápolnát. A puchbergi vadászok minden év októberének utolsó szombatján tartanak itt misét Hubertusz tiszteletére.
- Erzsébet császárné emlékkápolna: a kápolnát az 1898. szeptember 20-án meggyilkolt Erzsébet császárné emlékére építették a Hochschneebergen. A terveket még ugyanabban az évben kidolgozták és engedélyeztették, és 1899 tavaszán hozzákezdtek az építkezéshez.
- Hausberger Oldtimer Múzeum: az autógyártás története 1927-1986 között. A kiállítás előzetes telefonos egyeztetés után vezetéssel tekinthető meg.
- Szent Vitus (Sankt Veith) plébániatemplom: Az eredetileg késő gótikus stílusban épült templom külsején földrengések és tűzvészek pusztítása mellett számos át- és hozzáépítés is nyomokat hagyott. Az építészeti stílusok változásához különösen a toronynak kellett sokszor igazodnia.
- Schneebergi fűrészmalom: a pályaudvartól alig 10 percnyi sétára, a puchbergi Hengstbach patak mellett, a Muthenhoferstraße 2. szám alatt található a műemléki védettséget élvező „Schneebergi fűrész” és a „velencei keretes fűrész”. Ez a régió utolsó, eredetihez hasonló állapotában fennmaradt fűrészmalma.
- Schneeberg Múzeum: helytörténeti múzeum, amely Puchberg am Schneeberg környékének népi kultúráját, hétköznapjait, kézművesiparát és történelmét mutatja be.
- Schober kápolna: ennél a kápolnánál tartják a gazdák minden júliusban a termésért hálát adó szentmisét és a hozzá kapcsolódó búcsút.
- Schneebergbahn (fogaskerekű vasút): A vasúttal közelíthető meg a Schneeberg csúcsa (Hochschneeberg). Napi menetrend szerint modern szerelvények, hét végén gőzmozdonnyal vontatott nosztalgiajáratok is közlekednek a puchbergi vasútállomás és felső hegyi végállomás között. A kb. egyórás utazási idő egy hosszabb megállót is tartalmaz egy közbenső megállóban, ahol étterem is van.
- Sebestyén-vízesés (Sebastianwasserfall) a Vízesés-útvonal (Wasserfallweg) mentén található. Gépjárművel egy parkolóig lehet felmenni, onnan rövid sétával fedezhető fel a vízesés. A vízesés lábánál vendéglő (Wasserfallwirt) működik.
- Marias Land a Rohrbach-völgyben található érintetlen alpesi vidék Puchberg közelében.[4]

## Fordítás
- Ez a szócikk részben vagy egészben az Puchberg am Schneeberg című német Wikipédia-szócikk fordításán alapul.  Az eredeti cikk szerkesztőit annak laptörténete sorolja fel. Ez a jelzés csupán a megfogalmazás eredetét és a szerzői jogokat jelzi, nem szolgál a cikkben szereplő információk forrásmegjelöléseként.